# Liste der Kulturdenkmale in Cavertitz
In der Liste der Kulturdenkmale in Cavertitz sind die Kulturdenkmale der Gemeinde Cavertitz verzeichnet, die bis März 2020 vom Landesamt für Denkmalpflege Sachsen erfasst wurden (ohne archäologische Kulturdenkmale). Die Anmerkungen sind zu beachten.
Diese Aufzählung ist eine Teilmenge der Liste der Kulturdenkmale im Landkreis Nordsachsen.

## Cavertitz
| Bild           | Bezeichnung | Lage                                                | Datierung | Beschreibung | ID       |
| -------------- | --- | --------------------------------------------------- | --- | --- | -------- |
|                | Steinkreuz | Hauptstraße (am Ortsausgang, Richtung Laas) (Karte) | 15. Jahrhundert, 16. Jahrhundert | Anlässlich des Todes eines Menschen durch Totschlag oder Unfall errichtetes kreuzförmiges Erinnerungsmal aus Sandstein, so genanntes Mord- und Sühnekreuz, ortsgeschichtlich bedeutsam, besonderer Wert auch wegen des hohen Alters | 08972539 |
|                | Straßenbrücke über die Dahle | Hauptstraße (Karte)                                 | 1. Hälfte 20. Jahrhundert | Qualitätvoller, weitestgehend original erhaltener Brückenbau aus grauem Granit, baugeschichtlich und verkehrsgeschichtlich von Bedeutung | 08972536 |
|                | Wegestein | Hauptstraße (am Ortsausgang, Richtung Laas) (Karte) | Um 1850 | Verkehrsgeschichtlich von Bedeutung, obeliskartiger Wegestein aus Sandstein | 08972540 |
|                | Gesindehaus und Seitengebäude | Hauptstraße 35 (Karte)                              | 2. Hälfte 18. Jahrhundert | Als weitestgehend original erhaltenes Gesindehaus des Rittergutes von ortsgeschichtlicher und sozialgeschichtlicher Bedeutung und wegen der Lage am Ortseingang von ortsbildprägender Wirkung. - Wohnhaus: eingeschossiger, massiver Bruchsteinbau, geputzt, Putzgewände, Krüppelwalmdach mit Biberschwanzdeckung, Fenster und Haustür erneuert - Stallscheune: eingeschossiger Bruchsteinbau, geputzt, Satteldach mit Krempziegeldeckung, Wandöffnungen teilweise verändert | 08972537 |
|                | Gesindehaus, Seitengebäude und Einfriedung | Hauptstraße 36 (Karte)                              | 2. Hälfte 18. Jahrhundert | Als weitestgehend original erhaltenes Gesindehaus des Rittergutes von ortsgeschichtlicher und sozialgeschichtlicher Bedeutung und wegen der Lage am Ortseingang von ortsbildprägender Wirkung. - Wohnhaus: eingeschossiger, massiver Bruchsteinbau, geputzt, Putz- und Sandsteingewände, Krüppelwalmdach mit entstellend erneuerter Deckung, Fensteröffnungen vergrößert - Stallscheune: eingeschossiger, massiver Bruchsteinbau, geputzt, Putzgewände, Krüppelwalmdach mit entstellend erneuerter Deckung - Einfriedung: südlich der Pforte steinsichtiges Werksteinmauerwerk (1. Hälfte 20. Jahrhundert), nördlich der Pforte verputzte Bruchsteinmauer, Abdeckung Kunststeinplatten | 08972538 |
|                | Wegestein | Kirchstraße (Karte)                                 | Mitte 19. Jahrhundert | Verkehrsgeschichtlich von Bedeutung. Wegestein aus Sandstein, Stele mit pyramidenähnlichem Abschluss. | 08972542 |
| Weitere Bilder | Kirche mit Ausstattung, Kirchhof mit Einfriedung, drei Grabmale, Denkmal für die Gefallenen des Ersten Weltkrieges, zwei Eiskeller, Nebengebäude und Luthereiche (Gartendenkmal) | Kirchstraße (Karte)                                 | Vor 1200 (Kirche); bezeichnet mit 1588 (östlicher Eiskeller); Mitte 18. Jahrhundert (Sandsteingrabmal); 1. Hälfte 19. Jahrhundert (Nebengebäude und Sandsteingrabmal); um 1850 (Sandsteingrabmal); nach 1918; 1. Hälfte 20. Jahrhundert (westlicher Eiskeller) | Romanische Saalkirche mit Westturm, baugeschichtlich und ortsgeschichtlich von Bedeutung. - Kirche: evangelische Pfarrkirche, romanischer Saalbau mit kräftigem Querwestturm, verputzter Bruchsteinbau, kurzer Saal mit eingezogenem Chor und Apsis, an Südseite querschiffartige Erweiterung, Umbauten 1797 und 1825 - Einfriedung: Bruchsteinmauer - Kriegerdenkmal: Granitfindling mit geglättetem Spiegel, Inschrift „Unseren 24 Gefallenen 1914–18“ - Nebengebäude: Gerätehaus, eingeschossiger Bruchsteinbau mit Sandsteingewänden, Satteldach - östlicher Eiskeller: Kellerhals mit Spitzbogenportal aus Sandstein - westlicher Eiskeller: Kunststeinsturz - Grabmale: - 1. Sandsteingrabmal, Stele mit gesenkter Fackel und Palmwedel - 2. Grabmal: Sandsteingrabmal, Stele mit tumbaähnlichem Abschluss (um 1850) - 3. Grabmal: Sandsteingrabmal, durchbrochener Grabstein mit rahmenden Putti (Mitte 18. Jahrhundert) - Luthereiche: Stiel-Eiche (Quercus robur), nördlich der Kirche, 1917 anlässlich des 400-jährigen Jubiläums der Reformation gepflanzt | 08972534 |
| Weitere Bilder | Pfarrhof mit Pfarrhaus, Scheune, Seitengebäude, Torpfosten, Mauer zwischen Hof und Garten sowie Viehtränke                                                                       | Kirchstraße 6 (Karte)                               | 1. Hälfte 18. Jahrhundert und später (Seitengebäude); um 1780 (Pfarrhaus und Pfarrscheune) | Weitgehend original erhaltener Pfarrhof in straßenbildprägender Lage, baugeschichtlich und ortsgeschichtlich von Bedeutung. - Wohnhaus: zweigeschossiger, barocker Bruchsteinbau, verputzt, Krüppelwalmdach, straßenseitig mit Krempziegeln, hofseitig mit erneuerter Deckung, zwei Korbbogenportale mit Schlussstein und Sandsteingewänden, Fenster mit Sandsteingewänden, Fenster größtenteils erneuert, originale Haustür mit originaler Drückergarnitur, Sandsteinstufen vor Portalen, an straßenseitiger Giebelseite Fenstergewände vollständig entfernt, profiliertes Traufgesims - Scheune: massiver Bruchsteinbau, geputzt, Putzgewände, Satteldach mit neuer Krempziegeldeckung - Seitengebäude: eingeschossiger Bruchsteinbau, geputzt, Umbau 1930er Jahre, alte Haustür, an Traufe großer Dachüberstand, Putzgewände, seitlich Anbau um 1780 - Einfriedung: schlichte Torpfosten, Bruchstein (verputzt) | 08972535 |
| Weitere Bilder | Ehemalige Schule, mit Sonnenuhr | Kirchstraße 8 (Karte)                               | Um 1860 | Weitestgehend original erhaltener Putzbau, als ehemalige Kirchschule von baugeschichtlicher und ortsgeschichtlicher Bedeutung. Zweigeschossiges massives Gebäude, Krüppelwalmdach mit Biberschwanzdeckung, alte Haustür mit Oberlicht und Sandsteingewände, Fenster mit Putz-, teilweise mit Sandsteingewänden, Fenster denkmalgerecht erneuert, Fensteröffnungen im Erdgeschoss teilweise später vergrößert. | 08972533 |
| Weitere Bilder | Ehemaliges Schloss (Schulhof 2), Wirtschaftsgebäude (Schulhof 1) und Torhaus | Schulhof 1, 2 (Karte)                               | 1906 (Neues Schloss); bezeichnet mit 1906 (Torhaus) | Schloss (heute Schule), ein Putzbau mit Reformstilelementen der Zeit um 1910, Wirtschaftsgebäude (heute Kindergarten) ein Putzbau mit Zierfachwerk im Drempelbereich, als ehemaliges Rittergut von baugeschichtlicher und ortsgeschichtlicher Bedeutung. - Schloss: zweigeschossiger, massiver Bau, geputzt, Bruchsteinsockel, Gewände und Gesimse aus Porphyrtuff, weitgehend originale Fenster, Walmdach mit Biberschwanzdeckung, zwei turmähnliche Risalite mit Kupferdeckung und Bekrönung aus Kupfer, vier Dachhäuschen, originale Haustür mit vergittertem Oberlicht, originale Treppe mit Granitstufen und zwei Hirschplastiken aus Bronze, rückseitig Terrasse, vierachsiger Dreiecksgiebel, zweigeschossige Altane mit Tierköpfen aus Porphyrtuff, Innenausstattung: originales Holztreppenhaus vom Erd- zum ersten Obergeschoss, originales Nebentreppenhaus vom ersten Obergeschoss zum Dachgeschoss, teilweise Parkett, teilweise originale Türen und (Stuck-)Decken, Bleiglasfenster und gekachelte Heizkörpereinfassung im Treppenhaus, teilweise Fußbodenfliesen, im Eingangsbereich Wandkacheln - Wirtschaftsgebäude: ein- bzw. zweigeschossiger, massiver Bau, geputzt, Putzgewände, im oberen Wandbereich Fachwerk, Walmdach mit Biberschwanzdeckung - Torhaus: barockisierender, massiver Bau mit hohem Bruchsteinsockel, Fläche darüber geputzt, Gesimse aus Porphyrtuff, Mittelrisalit mit Dreiecksgiebel, Pultdach mit Biberschwanzdeckung, seitliche Fenster mit Porphyrtuffgewänden | 08972543 |
|                | Ehemaliges Landwarenhaus mit Treppe und Torpfosten | Treptitzer Straße 1 (Karte)                         | 1956 | Landwarenhaus der Konsumgenossenschaft Oschatz, Bedeutung für die Geschichte der DDR, guter Originalzustand, geschichtlich von Bedeutung. Zweigeschossiger, massiver Bau, originaler Kratzputz (überstrichen), Sockel mit Bruchstein verblendet, Putzfaschen, weitestgehend originale Fenster, Satteldach mit Walmdachgauben, Krempziegeldeckung, Sohlbänke aus dunkelgrauen Terrazzo, originale Haustür, andere Eingangstüren erneuert. Fünfstufige Treppe aus Naturstein in ansteigendem Gelände, schlichtes Treppengeländer, westseitiger Windfang 1989. | 08972541 |

## Außig
| Bild                                    | Bezeichnung                                | Lage                         | Datierung                          | Beschreibung | ID       |
| --------------------------------------- | ------------------------------------------ | ---------------------------- | ---------------------------------- | --- | -------- |
|                                         | Transformatorenstation                     | Mühlberger Straße (Karte)    | Um 1915                            | Als erstes Transformatorenhaus Außigs von ortsgeschichtlicher, versorgungsgeschichtlicher und technikgeschichtlicher Bedeutung. Ziegelbau (verputzt) mit steilem Satteldach, mit Dachsteinen gedeckt und hölzernem Aufsatz (Lüftungsturm). | 08972565 |
|                                         | Gasthaus mit Saalanbau                     | Mühlberger Straße 15 (Karte) | Um 1780 (Gasthaus); um 1880 (Saal) | Breit gelagerter Putzbau mit straßenbildprägender Wirkung, einer der ältesten Bauten im Dorf, baugeschichtlich und ortsgeschichtlich von Bedeutung. - Gasthaus: zweigeschossiges Bruchsteingebäude, geputzt, Sandsteingewände im Erdgeschoss und an Giebelseite des Obergeschosses, sonst im Obergeschoss Putzgewände, alte Fenster, beide Türgewände entfernt, beide Haustüren erneuert, ein Fenstergewände im Erdgeschoss entfernt, Krüppelwalmdach mit Dachsteinen gedeckt - Saalanbau: eingeschossiger, geputzter Bau mit Satteldach, Dachstein, Sandsteingewände, originale Fenster, heute als Sporthalle genutzt | 08972561 |
|                                         | Wohnhaus und Einfriedung eines Bauernhofes | Mühlberger Straße 22 (Karte) | Um 1750                            | Eines der wenigen erhaltenen Fachwerkhäuser im Ort, baugeschichtlich und straßenbildprägend von Bedeutung. - Bauernhaus: Erdgeschoss massiv unterfahren, Obergeschoss wohl durchgehend Fachwerk (verputzt), Krüppelwalmdach mit vermutlich originalem Dachstuhl, Deckung erneuert, Erdgeschoss stark verändert, auch im Obergeschoss Fensteröffnungen vergrößert - Einfriedungsmauer: aus Bruch- bzw. Ziegelmauerwerk, verputzt | 08972562 |
|                                         | Seitengebäude (mit Kumthalle)              | Mühlberger Straße 23 (Karte) | Bezeichnet mit 1912                | Weitestgehend original erhaltenes Zeugnis bäuerlichen Lebens, baugeschichtlich und sozialgeschichtlich von Bedeutung. Zweigeschossiges Bruchsteingebäude, teilweise Ziegelstein, Sandsteingewände, originale Putzgliederung, originale Fenster. | 08972563 |
| Direkt Bild zu diesem Denkmal hochladen | Wohnhaus                                   | Mühlberger Straße 26 (Karte) | Um 1900                            | Ländlicher Putzbau mit ausgewogenen Proportionen, baugeschichtlich von Bedeutung | 08972564 |

## Bucha
| Bild           | Bezeichnung                                                                    | Lage                           | Datierung                                        | Beschreibung | ID       |
| -------------- | ------------------------------------------------------------------------------ | ------------------------------ | ------------------------------------------------ | --- | -------- |
|                | Auszugshaus eines Bauernhofes                                                  | August-Bebel-Straße 3a (Karte) | Um 1840                                          | Weitestgehend original erhaltenes Gebäude in seltener Lehmziegelbauweise, baugeschichtlich von Bedeutung. Eingeschossig, geputzt, originale Putzgliederung, Fenster erneuert, flach geneigtes Satteldach mit Krempziegeldeckung, originale Haustür mit Oberlicht. | 08972553 |
| Weitere Bilder | Denkmal für die Gefallenen des Ersten Weltkrieges                              | Straße der Einheit (Karte)     | 1918                                             | Ortsgeschichtlich von Bedeutung, Obelisk aus rötlichem Kunststein in Form einer Stele auf Postament | 08972555 |
| Weitere Bilder | Kirche mit Ausstattung und Sonnenuhr, Kirchhof mit Einfriedung und ein Grabmal | Straße der Einheit (Karte)     | 1868/1869 und später (Kirche); um 1910 (Grabmal) | Saalkirche im Rundbogenstil, baugeschichtlich und ortsgeschichtlich von Bedeutung. Bruchsteinmauerwerk, verputzt, lang gestreckter Saal mit Rundbogenfenstern, eingestellter Westturm mit Pyramidendach, Grabmal A. Silze mit lebensgroßer Christusfigur, Holzpumpe Abbruch. | 08972556 |
|                | Wohnstallhaus                                                                  | Straße der Einheit 17 (Karte)  | Bezeichnet mit 1877                              | Weitestgehend original erhaltenes Gebäude eines ehemaligen Dreiseithofes in typischen Gestaltungsformen seiner Erbauungszeit, baugeschichtlich von Bedeutung. Bruch- und Ziegelmauerwerk, weitestgehend originale Putzgliederung, im Erd- und Obergeschoss Sohlbänke Sandstein, (im Obergeschoss jünger), originale Haustür mit Oberlicht und Sandsteingewände, Satteldach mit Dachpappe, Fenster erneuert. Innen: originales Treppenhaus, teilweise originale Innentüren. | 08972554 |

## Klingenhain
| Bild           | Bezeichnung                                                                                               | Lage                                                | Datierung                                                                           | Beschreibung | ID       |
| -------------- | --- | --------------------------------------------------- | ----------------------------------------------------------------------------------- | --- | -------- |
|                | Bogenbrücke                                                                                               | (westlich von Klingenhain, Flurstück 181/1) (Karte) | 19. Jahrhundert                                                                     | Kennzeichnet den früheren Verlauf des alten Mühlgrabens, baugeschichtlich von Bedeutung. Heubrücke, ein Bogen aus Granitplatten (grob behauen), ausschließlich aus Radialplatten bestehend. | 08973376 |
|                | Straßenbrücke über die Dahle (Richtung Mark)                                                              | An der Dahle (Karte)                                | Um 1845                                                                             | Dreibogige Rundbogenbrücke mit drei Bögen über die Dahle, gut erhaltenes und seltenes verkehrstechnisches Zeugnis mit landschafts- und dorfbildprägender Wirkung, baugeschichtlich von Bedeutung. Mauer an der Straße, Bruchstein verfugt, Stützpfeiler erneuert. | 08972433 |
|                | Wegestein                                                                                                 | An der Dahle (gegenüber Nr. 7 an Brücke) (Karte)    | 2. Hälfte 19. Jahrhundert                                                           | Verkehrsgeschichtlich von Bedeutung, Sandstein scharriert, Schrift ausgewaschen | 08972432 |
| Weitere Bilder | Wohnmühlenhaus und Seitengebäude eines ehemaligen Mühlenanwesens (Obermühle)                              | An der Dahle 2 (Karte)                              | Um 1840                                                                             | Straßenbildprägend durch seine Lage am Ortseingang, baugeschichtlich und ortsgeschichtlich von Bedeutung. - Ehemalige Wassermühle, zweigeschossiges Wohnhaus, massiv, verputzt (Bruchsteinklinker), Satteldach mit Biberschwanzdeckung, Sandsteingewände, Obergeschoss Putzgewände (2015 ruinöser Zustand) - Seitengebäude (Stall): eingeschossiger Massivbau mit Sandsteingewänden, zum Teil Satteldach mit Biberschwanzdeckung, Zwillingsfenster im Giebel | 08972434 |
|                | Auszugshaus (mit Kumthalle) eines Dreiseithofes                                                           | An der Dahle 8 (Karte)                              | Bezeichnet mit 1882                                                                 | Verputzter Bruchsteinbau, Zeugnis bäuerlichen Lebens, baugeschichtlich von Bedeutung. Putz ist teilweise abgeschlagen, zum Teil ist noch schlichte Gliederung (Bänderlisenen) erhalten, Verhältnis von Wandfläche zu Öffnungen wurde verändert (vier Fenster sind zugesetzt, zwei Fenster und Tür neu), Kumthalle zum Teil noch mit Sandsteingewänden, Dachdeckung mit Dachpappe. | 08972431 |
|                | Wohnstallhaus, Scheune und Einfriedung mit Toreinfahrt eines Dreiseithofes                                | An der Dahle 13, 13a (Karte)                        | Um 1800 (Wohnstallhaus); um 1900 (Scheune)                                          | Weitgehend original erhaltenes, regionaltypisches und bereits selten gewordenes Fachwerkwohnhaus, massiver Scheunenbau, baugeschichtlich, heimatgeschichtlich und ortsbildprägend von Bedeutung. - Wohnstallhaus: zweigeschossig, Krüppelwalmdach mit Krempziegeln, Erdgeschoss massiv zum Teil mit Sandsteingewänden, Obergeschoss in Fachwerk, Fenster erneuert, Giebel massiv mit schlichter Putzgliederung, alte Fenster im Giebel - Scheune: mit Durchfahrt, massiv (verputzt), Satteldach (neu gedeckt). | 08972429 |
|                | Wohnstallhaus, Auszugshaus und Einfriedung eines Dreiseithofes                                            | An der Dahle 22 (Karte)                             | Um 1820 und später                                                                  | Als weitgehend original erhaltenes Fachwerkhaus baugeschichtlich und heimatgeschichtlich von Bedeutung, zusammen mit dem Seitengebäude von straßenbildprägender Bedeutung. - Bauernhaus (Wohnstallhaus): Erdgeschoss Bruchstein mit Sandsteingewänden, Obergeschoss hofseitig in Fachwerk, ansonsten massiv, Krüppelwalmdach (Krempziegel), Erdgeschoss teilweise verändert - Auszugshaus (Wohnstallhaus): Verhältnis von Wandöffnungen zur Mauerfläche verändert, Obergeschoss mit Holzgewände, neue Dachdeckung, originale Haustür | 08972427 |
|                | Wohnmühlengebäude mit Mühlentechnik, Seitengebäude und Hofpflaster eines Mühlenanwesens (Harzbeckermühle) | Mühlenweg 1 (Karte)                                 | Bezeichnet mit 1906 (im Giebel des Wohnhaustraktes); bezeichnet mit 1921 (Kuhstall) | Weitestgehend im Originalzustand erhaltenes Mühlenensemble von baugeschichtlicher, ortsgeschichtlicher und technikgeschichtlicher Bedeutung. Das Mühlengebäude besteht aus einem mit dem Giebel zur Straße zeigenden zweigeschossigen Wohntrakt mit Satteldach und dem sich rückwärtig daran anschließenden eigentlichen Mühlenbau mit vier Geschossen und flachem Satteldach. Beide Gebäude unterscheiden sich. Am Giebel findet sich eine Inschrift mit der Datierung 1906. Mit ihrer historisierenden Gestaltung könnten die beiden Teile der Mühle auch vor 1900 entstanden sein. Der Mühlentrakt, ursprünglich eine Wassermühle, erscheint als Putzbau in Klinkergliederungselementen. Die Fassaden zeigen Kunststeingewände im originalen Putz. Das vordere Wohnhaus mit Biberschwanzdeckung wird durch Kunststeingewände, Putzgliederungen, Vorhangbogenfenster im ersten Obergeschoss und Putzreliefs (Frauenköpfe) am Giebel belebt. Letzterer ist aufwändig im neogotischen Stil gestaltet. Der mit 1921 bezeichnete Stall, Seitengebäude, ursprünglich wohl Milchviehstall, ist ein eingeschossiger Putzbau mit ausgeprägtem Mansarddach (oben Eternit) mit Biberschwanzdeckung. Die Vorderfront wird durch aufgeputzte Bänder, Faschen und Spiegelflächen gegliedert. Das Korbbogenportal besteht aus Natursteingewänden. Der eigentliche Mühlentrakt zeigt den üblichen Aufbau einer Getreidemühle mit Boden für die Haupttransmission im Erdgeschoss, Mahlboden bzw. Walzenstuhlboden, Rohrboden und Sichterboden. Von der Technik hat sich nur ein Teil erhalten. Die Haupttransmission im Erdgeschoss ist nicht mehr vorhanden. Auf dem Walzenstuhlboden steht ein Walzenstuhl aus dem Jahr 1936 der Firma Gebrüder Bühler Dresden. Darüber hinaus befindet sich hier noch eine Mischmaschine. Der Rohrboden (zweites Obergeschoss) zeigt verschiedene Mischmaschinen/Silos. Auf dem Plansichterboden stehen ein Aspirateur (Reinigung) der Firma Bühler, wohl auch aus den 1930er Jahren, eine Griesputzmaschine der Firma Gebrüder Jehmlich Nossen und ein Filterschrank. Abgesehen davon finden sich auf den verschiedenen Böden Elevatoren, Verteilerschnecken, der Bremsfahrstuhl mit Fahrstuhlwinde (um 1935) und anderweitige Technik. Die Mühle wurde bis 1960 privat genutzt, danach kam sie zur LPG (laut Erfassung 1999) und war geraume Zeit Mischfutterwerk (Mischfutterwerk Klingenhain-Oschatz, Bezeichnung auf einem Eisenträger in der Mühle). | 08972428 |

## Lampertswalde
| Bild           | Bezeichnung | Lage                                                                     | Datierung | Beschreibung | ID       |
| -------------- | --- | ------------------------------------------------------------------------ | --- | --- | -------- |
| Weitere Bilder | Rittergut und Schlosspark Lampertswalde (Sachgesamtheit) | Am Winkel 1, 2, 3, 5, 9 (Karte)                                          | 18. Jahrhundert, im Kern älter (Rittergut); um 1700 (Schlosspark); 1. Hälfte 19. Jahrhundert (Gutsscheune); um 1850 (Gutsbrennerei)                    | Sachgesamtheit Rittergut und Schlosspark Lampertswalde, mit folgenden Einzeldenkmalen: Torhaus mit winkligem Wirtschaftsgebäude und Tempel im Garten (Einzeldenkmal 08972571, Am Winkel 1), Gärtnerhaus mit Sonnenuhr (Einzeldenkmal 08972571, Am Winkel 2), ehemaliges Gutsverwalterhaus (Einzeldenkmal 08972569, Am Winkel 3), sogenanntes Pächterhaus, zwei Bogenbrücken und Grotte im Schlosspark sowie Einfriedungsmauern des Wirtschaftshofes und des Schlossparks mit zwei Torpfeilern (Einzeldenkmal 08972568, Am Winkel 5), der Schlosspark (Gartendenkmal) sowie mit folgenden Sachgesamtheitsteilen: Scheune (Flurstück 73, gegenüber Am Winkel 3), ehemaliges Brennereigebäude (Am Winkel 9), Mauerreste der ehemaligen Orangerie und Teich mit Brunnen sowie zwei nördlich und nordwestlich gelegene Teiche mit Dammwegen und Alleen (die Gebäude und Nebengebäude Am Winkel 4, 6, 7, 8, und 10 besitzen keinen Denkmalwert); Anlage von besonderer baugeschichtlicher, ortsgeschichtlicher und gartenkünstlerischer Bedeutung | 08972572 |
|                | Torhaus mit winkligem Wirtschaftsgebäude und Tempel im Garten (Einzeldenkmale zu ID-Nr. 08972572) | Am Winkel 1 (Karte)                                                      | Bezeichnet mit 1824 (Tempel); bezeichnet mit 1912, im Kern älter (Torhaus)                                                                             | Einzeldenkmale der Sachgesamtheit Rittergut und Schlosspark Lampertswalde; als baulicher Bestandteil des ehemaligen Rittergutes baugeschichtlich und ortsgeschichtlich von Bedeutung. - Torhaus mit winkligem Wirtschaftsgebäude: eingeschossiger Putzbau, Walmdach mit Zwerchhaus, vermutlich ehemalige Brauerei mit Pferdestall und Remisen, rundbogige Toreinfahrt - Pavillon: vier dorische Säulen mit Dreiecksgiebel, bezeichnet mit „G.F.F. 1824“, eingebauter Kamin | 08972571 |
|                | Gärtnerhaus mit Sonnenuhr (Einzeldenkmal zu ID-Nr. 08972572) | Am Winkel 2 (Karte)                                                      | 15. Jahrhundert und später (Gärtnerhaus); bezeichnet mit 1778 (Sonnenuhr)                                                                              | Einzeldenkmal der Sachgesamtheit Rittergut und Schlosspark Lampertswalde; in seiner Kubatur außergewöhnlich breit gelagerter Putzbau mit hohem Walmdach, sehr alter Baukörper, als Teil des Schlossensembles von baugeschichtlicher, hausgeschichtlicher, ortsgeschichtlicher und ortsbildprägender Bedeutung. Breit gelagerter, zweigeschossiger Putzbau (Bruchstein- und Ziegelmauerwerk, Sandsteingewände) mit zwei großen Toröffnungen an der Westseite, an der Südseite drei ovale Fensteröffnungen, Walmdach mit zwei Reihen Fledermausgaupen, an der Südseite verändert durch Dachhecht, originale Haustür, denkmalgerecht erneuerte Fenster, Dachdeckung mit Biberschwanzziegeln, Sonnenuhr. | 08972570 |
| Weitere Bilder | Ehemaliges Gutsverwalterhaus (Einzeldenkmal zu ID-Nr. 08972572) | Am Winkel 3 (Karte)                                                      | Um 1855 | Einzeldenkmal der Sachgesamtheit Rittergut und Schlosspark Lampertswalde; weitestgehend original erhalten, als Teil des Wirtschaftshofes von baugeschichtlicher und ortsgeschichtlicher von Bedeutung. Zweigeschossiger, massiver Putzbau mit Krüppelwalmdach, Wandöffnungsverhältnis intakt, nördliche Gebäudehälfte (heute Nummer 4) stark überformt. | 08972569 |
|                | Sogenanntes Pächterhaus, zwei Bogenbrücken und Grotte im Schlosspark sowie Einfriedungsmauern des Wirtschaftshofes und des Schlossparks mit zwei Torpfeilern (Einzeldenkmale zu ID-Nr. 08972572)                        | Am Winkel 5 (Karte)                                                      | Um 1770 (Pächterhaus); 18. Jahrhundert und älter (Bogenbrücke); um 1850 (Grotte)                                                                       | Einzeldenkmale der Sachgesamtheit Rittergut und Schlosspark Lampertswalde; stattlicher Putzbau mit markantem Mansardwalmdach, baugeschichtlich, ortsbildprägend und ortsgeschichtlich von Bedeutung. - Gutsverwalterhaus: zweigeschossiger, massiver Putzbau mit Mansardwalmdach, drei zu sechs Achsen, ein Teil des Gebäudes nach dem Zweiten Weltkrieg abgerissen, Sandsteingewände teilweise entfernt, alte Haustür, alte, teilweise originale Fenster, Fledermausgauben - Einfriedung: Einfriedungsmauer des Wirtschaftshofes, im Norden, Osten und Süden wird der Garten von einer verputzen Bruchsteinmauer begrenzt, grottierter Felsengang mit neogotischem Portal im Süden des Gartens (Einzeldenkmal) | 08972568 |
| Weitere Bilder | Wohnhaus, Mehlmühle, Sägemühle und Hofpflaster eines Mühlenanwesens (Mehlmühle) | Malsener Straße 1 (Karte)                                                | Bezeichnet mit 1833, im Kern wohl älter (Müllerwohnhaus); bezeichnet mit 1919 (Mehlmühle)                                                              | Als ehemalige Wassermühle mit spätbarockem, weitestgehend original erhaltenem Müllerhaus von baugeschichtlicher, ortsgeschichtlicher und technikgeschichtlicher Bedeutung. - Müllerhaus: zweigeschossiger Putzbau, Erdgeschoss massiv, Obergeschoss Fachwerk, Mansarddach, im Erdgeschoss Sandsteingewände, Korbbogenportal mit Schlussstein, originale Haustür, Dachhäuschen - Mehlmühle: zweigeschossiger Ziegelbau mit originalen Fenstern - Holzmühle: eingeschossiges Gebäude, verbrettert, Hof mit Kopfsteinpflaster | 08972579 |
|                | Wegestein | Sommerseite (Ecke Sörnewitzer Straße) (Karte)                            | 2. Hälfte 19. Jahrhundert | Von verkehrsgeschichtlicher Bedeutung. Granit, ehemals schwarze Aufschrift (unleserlich). | 08972586 |
| Weitere Bilder | Sühnekreuz | Sommerseite 28 (neben) (Karte)                                           | 15./16. Jahrhundert | Ortsgeschichtlich von Bedeutung. Sühnekreuz aus Sandstein, Kreuzarme abgebrochen, in den 1960er Jahren an jetzigen Standort versetzt. | 08972574 |
| Weitere Bilder | Wohnstallhaus (ohne Anbau) | Sommerseite 38 (Karte)                                                   | Um 1800 | Ländliches Wohnhaus mit verputztem Fachwerk-Obergeschoss, baugeschichtlich von Bedeutung. Zweigeschossiger Putzbau, Erdgeschoss massiv unterfahren, Obergeschoss größtenteils Fachwerk, Fenster erneuert, zweigeschossiger verbretterter Anbau, Satteldach mit Dachsteinen gedeckt, steile Dachneigung. | 08972577 |
| Weitere Bilder | Seitengebäude eines Dreiseithofes | Sommerseite 42 (Karte)                                                   | Um 1800 | Weitestgehend original erhaltenes Gebäude in Fachwerkbauweise (Andreaskreuze), baugeschichtlich von Bedeutung. Eingeschossig, Schwertbänder, hofseitige Giebelseite teilweise massiv, breite Gefache, Satteldach. | 08972576 |
| Weitere Bilder | Wohnstallhaus, Scheune und Einfriedung eines ehemaligen Dreiseithofes | Sommerseite 56 (Karte)                                                   | Um 1800 (Wohnstallhaus); um 1900 (Scheune) | Baugeschichtlich von Bedeutung, ehemals geschlossen erhaltener Dreiseithof. - Wohnstallhaus: zweigeschossiger Putzbau, Erdgeschoss massiv unterfahren, Obergeschoss Fachwerk, alte Fenster, alte Haustür, Dach mit Eternit gedeckt, straßenseitiger Giebel mit Blech verblendet - Scheune: massives Bruchsteingebäude, verputzt, Satteldach mit Eternit gedeckt - Einfriedung: Bruchstein/Ziegelsteinmauerwerk, verputzt Mauerpfosten mit Sandsteinbekrönung - Seitengebäude: Erdgeschoss massiv unterfahren, Obergeschoss Fachwerk, Giebel massiv erneuert, alte Fenster, teilweise Holzgewände, Satteldach mit Eternit gedeckt; Abbruch des östlichen Seitengebäudes 2014 festgestellt | 08972578 |
| Weitere Bilder | Kirche mit Ausstattung, Kirchhof mit Einfriedung und Kirchhofstor, Gefängnis, Denkmal für die Gefallenen des Ersten Weltkrieges, Gedenkstein für die Opfer des Faschismus, Gedenkstein dt./frz. Krieg und vier Grabmale | Sörnewitzer Straße (Karte)                                               | 13. Jahrhundert und später (Kirche); 18. und 19. Jahrhundert (Grabmal); 18. Jahrhundert (Gefängnis); um 1871 (Gedenktafel); nach 1918 (Kriegerdenkmal) | Baugeschichtlich, ortsgeschichtlich und ortsbildprägend von Bedeutung. - Kirche: Saalkirche romanischen Ursprungs, Umbau und Turmneubau 1722, verputzter Bruchsteinbau mit dreiseitigem Chorschluss, Ecklisenen, Rundbogenfenster - Gefängnis: eingeschossiger, massiver Putzbau, Bruchsteinmauerwerk, Fachwerkgiebel, Satteldach mit Biberschwanzdeckung - Kirchhof: Einfriedungsmauer aus verputztem Bruchsteinmauerwerk mit pultartiger Ziegelabdeckung, eingelassenes Halseisen (in 1980er Jahren erneuert), zweiflügeliges Zugangstor von Osten und weiteres zweiflügeliges Zugangstor aus Holz von Westen, zwei Linden auf dem Kirchhof und eine weitere im Nordwesten vor der Kirchhofmauer, Berg-Ahorn am östlichen Zugangstor - Gedenkstein OdF: bossierter Granitstein, Aufschrift „Den Opfern der Gewaltherrschaft 1933–45“. - Gedenktafel für Gefallene des Krieges 1870/71: gusseiserne Tafel über Kircheneingang - Kriegerdenkmal Erster Weltkrieg: konisch zulaufender Natursteinblock auf gestuftem Sockel, bekrönendes Kreuz - vier Grabmale an der südlichen Kirchenwand: aufwändig gestaltete Sandsteingrabmale des 18. und 19. Jahrhunderts | 08972585 |
| Weitere Bilder | Straßenpflaster | Sörnewitzer Straße (zwischen Sommerseite und Zeuckritzer Straße) (Karte) | 1. Hälfte 20. Jahrhundert | Pflasterung der Sörnewitzer Straße zwischen Sommerseite und Zeuckritzer Straße, ortsbildprägend von Bedeutung. Steine aus grauem Granit, stellenweise überteert. | 08972583 |
|                | Gasthof mit Ausstattung, Scheune und Wegestein | Sörnewitzer Straße 1 (Karte)                                             | 2. Hälfte 18. Jahrhundert (Scheune); Anfang 19. Jahrhundert (Gasthof); Mitte 19. Jahrhundert (Wegestein); 1918 (Gaststättenausstattung)                | Putzbau mit weitgehend original erhaltener Gaststube von 1918, baugeschichtlich, ortsgeschichtlich und straßenbildprägend von Bedeutung, Wegestein mit verkehrsgeschichtlicher Bedeutung. - Gasthof/Ausstattung: Gaststube mit Holzbalkendecke, im Unterzug mit Inschrift „Bauern Art und Bauern Fleiß ob auch selten man sie preis' sind des Volkes Quell und Kraft wohl dem Staat der das bedacht“, Säule (um 1770) mit Eisernem Kreuz und Jahreszahl 1914–1918, Bestuhlung und Eckbank (1918) - Wanddekorationen: Hirschgeweihe, Elchtrophäe, Wirtshausschild (1918), Scheune: Bruchsteinmauerwerk, verputzt, Krüppelwalmdach (Dachsteine) - Wegestein: Sandsteinstele, vormaliger Standort am Friedhof | 08972589 |
| Weitere Bilder | Mühle mit Ausstattung, Seitengebäude und Scheune sowie Mühlrad, Mühlgraben und Hofpflaster (Niedermühle, Dörfchenmühle)                                                                                                 | Sörnewitzer Straße 3 (neben) (Karte)                                     | Bezeichnet mit 1822 und später (Mühle); Mitte 19. Jahrhundert (Seitengebäude); 2. Hälfte 19. Jahrhundert (Scheune)                                     | Weitestgehend original erhaltene stattliche Mühlenanlage von baugeschichtlicher, ortsgeschichtlicher und technikgeschichtlicher Bedeutung. - Mühle: zweigeschossiger Bau, Erdgeschoss massiv, Obergeschoss Fachwerk (eine Giebelseite massiv), Mansarddach, Sandsteingewände, originale Fenster und Haustür, Korbbogenportal mit Schlussstein, rückwärtiger Anbau massiv, Sandsteingewände - Scheune: Bruchsteinmauerwerk, verputzt, Satteldach (Dachsteine) - Nebengebäude: zweigeschossiger massiver Bau, Sandsteingewände, Satteldach (neue Biberschwanzdeckung), Fledermausgauben - Hof mit Kopfsteinpflaster - Mühlgraben mit Resten der beiden Mühlräder | 08972588 |
| Weitere Bilder | Pfarrhaus, Seitengebäude und Scheune eines Pfarrhofes sowie Einfriedung mit Toreinfahrt | Sörnewitzer Straße 5 (Karte)                                             | Bezeichnet mit 1748 (am Hoftor) | Pfarrhaus stattlicher, barocker Putzbau mit hohem Walmdach, baugeschichtlich, ortsgeschichtlich und ortsbildprägend von Bedeutung. - Pfarrhaus: zweigeschossiger massiver Putzbau mit Walmdach (Kronendeckung, Fledermausgauben), Sandsteingewände, originale Haustür mit Oberlicht (vergittert) und originale Drückergarnitur - Scheune: Putzbau mit Krüppelwalmdach (Biberschwanzdeckung) - Seitengebäude: Putzbau mit Halbwalm- bzw. hofseitig Satteldach - Einfriedung mit Tordurchfahrt: Bruchsteinmauerwerk, Biberschwanzabdeckung | 08972587 |
| Weitere Bilder | Wohnhaus und Hofgebäude | Winterseite 11 (Karte)                                                   | 1789 | Wohnhaus in weitestgehend original erhaltener Fachwerkbauweise, baugeschichtlich und straßenbildprägend von Bedeutung. - Bauernhaus: zweigeschossiger Bau, Erdgeschoss massiv unterfahren, Obergeschoss Fachwerk, Obergeschoss giebelseitig ebenso wie Giebel verbrettert, Satteldach (Dachsteine) - Hofgebäude: kleiner eingeschossiger Putzbau mit Satteldach | 08972580 |
| Weitere Bilder | Wohnhaus (ohne jüngere Anbauten) | Zeuckritzer Straße 5 (Karte)                                             | 2. Hälfte 18. Jahrhundert | Eines der letzten Zeugnisse kleinbäuerlichen Lebens in Lampertswalde aus dem späteren 18. Jahrhundert in Fachwerkbauweise, baugeschichtlich von Bedeutung. Zweigeschossiger Putzbau, Erdgeschoss massiv unterfahren, Obergeschoss Fachwerk, im Erdgeschoss Holzgewände, Haustür und Fußbodenfliesen um 1910, alte Fenster, Satteldach mit Dachsteinen gedeckt. | 08972566 |

## Olganitz
| Bild | Bezeichnung | Lage                     | Datierung           | Beschreibung | ID       |
| ---- | --- | ------------------------ | ------------------- | --- | -------- |
|      | Sachgesamtheit Königlich-Sächsische Triangulierung („Europäische Gradmessung im Königreich Sachsen“); Station 106, Olganitz | (Flurstück 324a) (Karte) | Bezeichnet mit 1873 | Triangulationssäule; Station 2. Ordnung, bedeutendes Zeugnis der Geodäsie des 19. Jahrhunderts, vermessungsgeschichtlich von Bedeutung. Triangulationssäule bestehend aus flachem Sockel, abgesetztem Säulenende, Säulenschaft und leicht vorkragendem Abschluss, Höhe 2,4 m, Pirnaer Sandstein, Inschrift „Station/OLGANITZ/ der/ Königl: Sächs./Triangulirung/1873“, Abdeckplatte fehlt. | 09286950 |
|      | Kirche mit Ausstattung, Kirchhof und Einfriedungsmauer                                                                      | Am Anger (Karte)         | Um 1200             | Malerische, kleine Saalkirche, baugeschichtlich und ortsgeschichtlich von Bedeutung. - Kirche: schlichter Saalbau romanischen Ursprungs, Umbau 1781, Anbau 1803, verputzter Bruchsteinbau mit eingezogenem und gerade geschlossenem Chor, Sakristeianbau, kräftiger Dachreiter - Einfriedung: Bruchsteinmauerwerk, geputzt, schlichte Torpfosten                                           | 08972550 |
|      | Wohnstallhaus eines Gehöfts                                                                                                 | Neue Straße 25 (Karte)   | Um 1880             | Weitgehend original erhaltener Putzbau, Zeugnis kleinbäuerlicher Lebensweise in der zweiten Hälfte des 19. Jahrhunderts, baugeschichtlich von Bedeutung. Massives Gebäude (Bruch- und Ziegelstein), originaler Putz, Putzgewände, alte Fenster, Satteldach mit erneuerter Krempziegeldeckung, Haustür erneuert.                                                                            | 08972551 |

## Reudnitz
| Bild | Bezeichnung                                       | Lage                         | Datierung                                                | Beschreibung | ID       |
| ---- | ------------------------------------------------- | ---------------------------- | -------------------------------------------------------- | --- | -------- |
|      | Forsthaus und Scheune eines ehemaligen Forsthofes | Bockwitzer Straße 42 (Karte) | Um 1850 (Scheune); 2. Hälfte 19. Jahrhundert (Forsthaus) | Beide Gebäude in Fachwerkbauweise, markantes Gebäudeensemble von baugeschichtlicher und ortsgeschichtlicher Bedeutung. - Forsthaus: zweigeschossiger Bau, massiv (geputzt), Obergeschoss Fachwerk (verbrettert), Walmdach mit Dachsteinen, Fenster im Obergeschoss weitgehend erneuert (um 1930), im Erdgeschoss älter; Innen: Türen teilweise original, Kachelöfen - Scheune: Fachwerk (teilweise aufgebrettert), teilweise massiv ersetzt, Satteldach mit Dachsteinen, unterkellert | 08972557 |

## Schirmenitz
| Bild                                    | Bezeichnung                                                                        | Lage                        | Datierung                             | Beschreibung | ID       |
| --------------------------------------- | ---------------------------------------------------------------------------------- | --------------------------- | ------------------------------------- | --- | -------- |
| Weitere Bilder                          | Sächsisch-Preußischer Grenzstein: Pilar Nr. 5 (linkselbisch) sowie ein Läuferstein | (Flurstück 823) (Karte)     | Nach 1828                             | Siehe auch Sachgesamtheit 09305644; vermessungsgeschichtlich und landesgeschichtlich von Bedeutung als Zeitdokument der historischen Grenzziehung zwischen Sachsen und Preußen nach dem Wiener Kongress 1815. Pyramidenstumpf aus Sandstein mit Plinthe direkt auf der Grenzlinie, gegenüberliegend eingemeißelt Nummer 5 und Landeskürzel K.P./K.S., (mindestens) ein zugehöriger Läuferstein auf der Grenzlinie.                                                                                     | 08973377 |
|                                         | Sächsisch-Preußischer Grenzstein: Pilar Nr. 6 (linkselbisch) sowie 42 Läufersteine | (Flurstück 327) (Karte)     | Nach 1828                             | Siehe auch Sachgesamtheit 09305644; vermessungsgeschichtlich und landesgeschichtlich von Bedeutung als Zeitdokument der historischen Grenzziehung zwischen Sachsen und Preußen nach dem Wiener Kongress 1815. Pyramidenstumpf aus Sandstein mit Plinthe direkt auf der Grenzlinie, gegenüberliegend eingemeißelt Nummer 6 und Landeskürzel K.P./K.S., zugehörig 42 Läufersteine in unregelmäßigen Abständen auf der Grenzlinie, neun Läufersteine wurden transloziert und um den Pilar aufgestellt.    | 08973379 |
| Weitere Bilder                          | Pfarrhaus                                                                          | Pfarrweg 1 (Karte)          | Bezeichnet mit 1729 (Sandsteinportal) | Als ehemaliges Pfarrhaus von ortsgeschichtlicher Bedeutung, als Nachfolgebau der Unterkunft Kaiser Karls V. während der Schlacht bei Mühlberg von regionalgeschichtlicher Bedeutung. Zweigeschossiger Putzbau, Obergeschoss teilweise Fachwerk (aufgebrettert, original darunter), Fenster und Haustür erneuert, Mansarddach mit Krüppelwalm. | 08973369 |
| Weitere Bilder                          | Kirche mit Ausstattung und Kirchhof mit Einfriedungsmauer                          | Pfarrweg 2 (Karte)          | 13. Jahrhundert und später            | Saalbau mit querrechteckigem Turm, baugeschichtlich und ortsgeschichtlich von Bedeutung. Turmgiebel mit Lisenengliederung, Turm mit Dachreiter und Wetterfahne, Einfriedung: Bruchsteinmauerwerk mit Sandsteinabdeckung, Ziegelmauerwerk mit Abdeckung aus Sandsteinplatten (jüngerer Teil), Bruchsteinmauerwerk (geputzt) mit Biberschwanzbekrönung, drei Torpfosten mit Resten einer Bekrönung aus Sandsteinblöcken, anderer Mauerabschnitt Bruchsteinmauerwerk (geputzt) mit Biberschwanzabdeckung. | 08972559 |
| Direkt Bild zu diesem Denkmal hochladen | Mühlengebäude einer ehemaligen Schneidemühle mit Resten der Mühlentechnik          | Strehlaer Straße 11 (Karte) | 2. Viertel 19. Jahrhundert            | Erdgeschoss in Bruchsteinmauerwerk, Obergeschoss in Holzkonstruktion, heimat- und technikgeschichtliche Bedeutung | 09306920 |

## Schöna
| Bild | Bezeichnung                                 | Lage                                            | Datierung             | Beschreibung | ID       |
| ---- | ------------------------------------------- | ----------------------------------------------- | --------------------- | --- | -------- |
|      | Wegestein                                   | Friedensstraße 17 (gegenüber) (Karte)           | Mitte 19. Jahrhundert | Verkehrsgeschichtlich von Bedeutung. Sandstein, niedriger Stein auf dreieckigem Grundriss. | 08972590 |
|      | Wohnhaus mit Stallanbau eines Dreiseithofes | Friedensstraße 20 (Karte)                       | Um 1880               | Wohnhaus einer ehemaligen Dorfschmiede, Putzbau mit schlichter Gliederung, baugeschichtlich von Bedeutung. Zweigeschossiger massiver Bau, originale Putzgliederung, originale Haustür mit altem Sandsteingewände, alte Fenster, im Erdgeschoss Winterfenster, nachträglich eingesetzte Sohlbänke, Satteldach (Dachsteine). | 08972593 |
|      | Wegestein                                   | Olganitzer Straße (Ecke Weinbergstraße) (Karte) | 19. Jahrhundert       | Verkehrsgeschichtlich von Bedeutung, Sandsteinstele auf quadratischem Grundriss | 08972592 |

## Sörnewitz
| Bild           | Bezeichnung                                                                                            | Lage                      | Datierung                                    | Beschreibung | ID       |
| -------------- | --- | ------------------------- | -------------------------------------------- | --- | -------- |
| Weitere Bilder | Kirche mit Ausstattung, Kirchhof mit Einfriedung und Denkmal für die Gefallenen des Ersten Weltkrieges | Dorfstraße (Karte)        | Um 1200 (Kirche); nach 1918 (Kriegerdenkmal) | Saalkirche romanischen Ursprungs, baugeschichtlich und ortsgeschichtlich von Bedeutung. - Kirche: einfache Saalkirche romanischen Ursprungs, Ende des 17. Jahrhunderts umgestaltet, Turm 1895, Bruchsteinbau mit eingezogenem, gerade geschlossenem Chor und Apsis, Flachbogenfenster, eingestellter Westturm im oberen Teil verjüngt, Pyramidendach - Kriegerdenkmal: Kubus auf gestuftem Postament mit bekrönendem Adler - Einfriedung: Bruchstein, geputzt, Ziegelabdeckung | 08972545 |
|                | Auszugshaus eines ehemaligen Dreiseithofes                                                             | Dorfstraße 8 (Karte)      | Um 1800                                      | Baugeschichtlich von Bedeutung. Giebelwände, Erdgeschoss massiv und stark verändert, hofabgewandtes Obergeschoss massiv, hofseitiges Obergeschoss Fachwerk, einziges unverputztes Fachwerk im Ort. | 08972549 |
| Weitere Bilder | Wohnstallhaus und Scheune eines ehemaligen Dreiseithofes sowie Toreinfahrt                             | Dorfstraße 18 (Karte)     | 1860 (Wohnstallhaus); um 1900 (Scheune)      | Regionaltypische Hofanlage mit baugeschichtlicher und straßenbildprägender von Bedeutung | 08972547 |
|                | Wohnhaus eines Dreiseithofes und Hofpflaster                                                           | Möhlaer Straße 11 (Karte) | Bezeichnet mit 1864                          | Schönes Beispiel regionaltypischer ländlicher Architektur der 2. Hälfte des 19. Jahrhunderts, baugeschichtlich von Bedeutung. - Wohnhaus: zweigeschossiges, massives Gebäude mit Satteldach, zwei Portale mit Natursteingewänden und originale Haustüren, Fenster erneuert, Putz erneuert (wohl ursprüngliche Gliederung), Fenster mit Putzgewänden, weitgehend denkmalgerecht saniertes Bauernhaus - Hof mit Kopfsteinpflaster                                                | 08972548 |

## Treptitz
| Bild | Bezeichnung                                                                          | Lage                                                          | Datierung                 | Beschreibung | ID       |
| ---- | ------------------------------------------------------------------------------------ | ------------------------------------------------------------- | ------------------------- | --- | -------- |
|      | Sächsisch-Preußischer Grenzstein: Pilar Nr. 7 (linkselbisch) sowie 20 Läufersteine   | (Flurstück 618) (Karte)                                       | Nach 1828                 | Siehe auch Sachgesamtheit 09305644; vermessungsgeschichtlich und landesgeschichtlich von Bedeutung als Zeitdokument der historischen Grenzziehung zwischen Sachsen und Preußen nach dem Wiener Kongress 1815. Scharrierter Pyramidenstumpf aus Sandstein mit Plinthe direkt auf der Grenzlinie, gegenüberliegend eingemeißelt Nummer 7 und Landeskürzel K.P./K.S., zugehörig 20 Läufersteine in unregelmäßigen Abständen auf der Grenzlinie, Stein sehr gut erhalten. | 08972532 |
|      | Sächsisch-Preußischer Grenzstein: Pilar Nr. 8 (linkselbisch) sowie fünf Läufersteine | (Flurstück 813) (Karte)                                       | Nach 1828                 | Siehe auch Sachgesamtheit 09305644; vermessungsgeschichtlich und landesgeschichtlich von Bedeutung als Zeitdokument der historischen Grenzziehung zwischen Sachsen und Preußen nach dem Wiener Kongress 1815. Scharrierter Pyramidenstumpf aus Sandstein mit Plinthe direkt auf der Grenzlinie, gegenüberliegend eingemeißelt Nummer 8 und Landeskürzel K.P./K.S., zugehörig fünf Läufersteine in unregelmäßigen Abständen auf der Grenzlinie. Inschrift durch Verwitterung kaum noch lesbar. | 08973380 |
|      | Sächsisch-Preußischer Grenzstein: Pilar Nr. 9 (linkselbisch) sowie 67 Läufersteine   | (Flurstück 872) (Karte)                                       | Nach 1828                 | Siehe auch Sachgesamtheit 09305644; vermessungsgeschichtlich und landesgeschichtlich von Bedeutung als Zeitdokument der historischen Grenzziehung zwischen Sachsen und Preußen nach dem Wiener Kongress 1815. Scharrierter Pyramidenstumpf aus Sandstein mit Plinthe direkt auf der Grenzlinie, gegenüberliegend eingemeißelt Nummer und Landeskürzel K.P./K.S., zugehörig 67 Läufersteine in unregelmäßigen Abständen auf der Grenzlinie. Zahl und Inschrift nachträglich abgearbeitet und unkenntlich gemacht, Pilar ist auf einer Seite gerissen, ausgewittert und mit biogenem Bewuchs überzogen. | 08973381 |
|      | Sühnekreuz                                                                           | (Flurstück 938/2) (Karte)                                     | 15./16. Jahrhundert       | Anlässlich des Todes eines Menschen durch Totschlag oder Unfall errichtetes kreuzförmiges Erinnerungsmal, so genanntes Mord- und Sühnekreuz, ortsgeschichtlich bedeutsam, besonderer Wert auch wegen des hohen Alters, gedrungenes Kreuz aus Sandstein | 08973412 |
|      | Straßenpflaster                                                                      | Heidestraße (zwischen Heidestraße 10 und Neuer Weg) (Karte)   | 1. Hälfte 20. Jahrhundert | Durch seinen sich beinah durch das gesamte Dorf hindurchziehenden, gut erhaltenen Originalzustand von besonderer ortsbildprägender Relevanz. Granitsteine diagonal über die ganze Breite der Straße, Rinnstein durch Verlegen der Breite nach abgesetzt von der Straßenpflaster. | 08972441 |
|      | Wegestein                                                                            | Heidestraße (Heidestraße, Abzweig Straße nach Wohlau) (Karte) | Um 1900                   | Hohe Sandsteinstele mit prismatischem Abschluss als Teil einer Garteneinfriedung, Wegweiser in Richtung Dahlen und Belgern, verkehrsgeschichtlich von Bedeutung | 08973411 |

## Zeuckritz
| Bild           | Bezeichnung                               | Lage                      | Datierung | Beschreibung | ID       |
| -------------- | ----------------------------------------- | ------------------------- | --------- | --- | -------- |
|                | Wohnstallhaus                             | Klein-Thiem 1 (Karte)     | Um 1820   | Stattliches Gebäude mit verputztem Fachwerk-Obergeschoss, aufgrund seiner ursprünglichen Funktion als Forsthaus von ortshistorischer Bedeutung, durch seine großen Ausmaße, sowie seiner Lage an der Straße in weitgehend erhaltenem Originalzustand von baugeschichtlicher und straßenbildprägender Bedeutung. - Wohnstallhaus: zweigeschossiger Bau (Erdgeschoss massiv, Obergeschoss Fachwerk), verputzt, Krüppelwalmdach (Krempziegel), Westgiebelseite massiv (Fenster zugesetzt), Ostgiebelseite Obergeschoss Fachwerk, Erdgeschoss mit breiten Sandsteingewänden, zum Teil alte, zum Teil (v. a. im ersten Obergeschoss) neue Fenster, Haustür neu, Vorbau am Eingang, Anbau hinten und Umbauten aus der 2. Hälfte der 1920er Jahre - Stallanbau: zum Teil noch alte Schiebefenster und Holzgewände, Krüppelwalmdach mit alter Biberschwanzdeckung, hölzernes Dachhäuschen | 08972702 |
| Weitere Bilder | Bockwindmühle mit technischer Ausstattung | Reudnitzer Straße (Karte) | 1864      | Mühle mit Ausstattung, teilweise erneuert, von technikgeschichtlicher und außerordentlich landschaftsbildprägender Bedeutung. Nach Brand der Vorgängermühle 1864 errichtet, ursprünglich zum Rittergut Lampertswalde, Vorwerk Zeuckritz, gehörend, elektrischer Antrieb (Flügel 1959 deshalb desolat), 1959 (Erfassungsjahr) Außerbetriebnahme, in der Windmühle originales Kammrad und Mahlsteine bzw. Mahlwerk, Hausbaum, Mahlbaum, Mahlmaschinen, Wellen und Transmissionen in der Mühle am Wohnhaus verbaut, 1996 Restaurierung und Wiederaufbau. | 08972440 |

### Ehemaliges Denkmal (Zeuckritz)
| Bild                                    | Bezeichnung     | Lage                      | Datierung                 | Beschreibung | ID       |
| --------------------------------------- | --------------- | ------------------------- | ------------------------- | --- | -------- |
| Direkt Bild zu diesem Denkmal hochladen | Straßenpflaster | Reudnitzer Straße (Karte) | 1. Hälfte 20. Jahrhundert | Durch seinen weitgehend original erhaltenen Zustand ein verkehrstechnisches Zeugnis mit straßenbildprägendem Charakter. Graue Granitquader, unregelmäßig behauen. Straßenbelag 2015 erneuert. | 08972511 |

## Tabellenlegende
- Bild: Bild des Kulturdenkmals, ggf. zusätzlich mit einem Link zu weiteren Fotos des Kulturdenkmals im Medienarchiv Wikimedia Commons. Wenn man auf das Kamerasymbol klickt, können Fotos zu Kulturdenkmalen aus dieser Liste hochgeladen werden:
- Bezeichnung: Denkmalgeschützte Objekte und ggf. Bauwerksname des Kulturdenkmals
- Lage: Straßenname und Hausnummer oder Flurstücknummer des Kulturdenkmals. Die Grundsortierung der Liste erfolgt nach dieser Adresse. Der Link (Karte) führt zu verschiedenen Kartendiensten mit der Position des Kulturdenkmals. Fehlt dieser Link, wurden die Koordinaten noch nicht eingetragen. Sind diese bekannt, können sie über ein Tool mit einer Kartenansicht einfach nachgetragen werden. In dieser Kartenansicht sind Kulturdenkmale ohne Koordinaten mit einem roten bzw. orangen Marker dargestellt und können durch Verschieben auf die richtige Position in der Karte mit Koordinaten versehen werden. Kulturdenkmale ohne Bild sind an einem blauen bzw. roten Marker erkennbar.
- Datierung: Baubeginn, Fertigstellung, Datum der Erstnennung oder grobe zeitliche Einordnung entsprechend des Eintrags in der sächsischen Denkmaldatenbank
- Beschreibung: Kurzcharakteristik des Kulturdenkmals entsprechend des Eintrags in der sächsischen Denkmaldatenbank, ggf. ergänzt durch die dort nur selten veröffentlichten Erfassungstexte oder zusätzliche Informationen
- ID: Vom Landesamt für Denkmalpflege Sachsen vergebene, das Kulturdenkmal eindeutig identifizierende Objekt-Nummer. Der Link führt zum PDF-Denkmaldokument des Landesamtes für Denkmalpflege Sachsen. Bei ehemaligen Kulturdenkmalen können die Objektnummern unbekannt sein und deshalb fehlen bzw. die Links von aus der Datenbank entfernten Objektnummern ins Leere führen. Ein ggf. vorhandenes Icon  führt zu den Angaben des Kulturdenkmals bei Wikidata.

## Ausführliche Denkmaltexte
1. ↑  Rittergut und Schlosspark Lampertswalde:
Geschichte (Quellen: Hugo Koch: „Sächsische Gartenkunst“. 1910. S. 45f. / Bormann: „Schlosspark Lampertswalde – Denkmalpflegerische Konzeption.“, Grimma 2004.):
  - 13. Jahrhundert erste urkundliche Erwähnungen des Ritterguts
  - 1698 Erbauung des Wasserschlosses und Anlage eines barocken Gartens unter Hans Gottlieb von Thielau (1662–1723)
  - um 1820 Umgestaltung des Gartens in einen landschaftlichen Park
  - 1824 Errichtung des Gartenpavillons
  - Ende 19. Jahrhundert Bau eines Felsenganges mit neogotischem Zugangstor
  - 1949 Abriss des unzerstörten Schlosses und der Orangerie

Bauliche Schutzgüter:
  - Gebäude: 
    - Torhaus mit winkligem Wirtschaftsgebäude (Einzeldenkmal)
    - Gärtnerhaus mit Sonnenuhr (Einzeldenkmal)
    - ehemaliges Gutsverwalterhaus (Einzeldenkmal)
    - sogenanntes Pächterhaus (Einzeldenkmal)
    - Scheune (Sachgesamtheitsteil)
    - ehemaliges Brennereigebäude (Sachgesamtheitsteil)

  - Einfriedung: Einfriedungsmauer des Wirtschaftshofes, im Norden, Osten und Süden wird der Garten von einer verputzen Bruchsteinmauer begrenzt
  - Erschließung: Zugang von Westen zwischen Gärtnerhaus und ehem. Orangerie über eine der Brücke zur Insel, Zugang westlich der ehem. Orangerie, Zugang von Süden mit Rundbogentor und zwei Pfeilern mit vasenartigen Aufsätzen (nach 2004, ehemals mit Gartentor), zwei als Mauerdurchbrüche später hinzugekommene Zugänge in der nördlichen Gartenmauer, der ehemals als Zugang fungierende Felsengang ist heute vermauert, Wegesystem: landschaftlich geschwungenes Wegesystem mit wassergebundenen Decke
  - Gartenbauten: Mauerreste der ehemaligen Orangerie (Sachgesamtheitsteil), tempelartiger Gartenpavillon im Westen des Gartens (Einzeldenkmal), ein zweiter als Point-de-vue fungierender Pavillon im Osten wurde in den 1990er Jahren dem ehemals hier vorhandenen Gebäude nachempfunden (kein Denkmal), grottierter Felsengang mit neogotischem Portal im Süden des Gartens (Einzeldenkmal)
  - Gartenausstattung: zwei Bogenbrücken über den Schlossteich, Überreste von ehemaligen Gartenskulpturen, wie Sockel oder Maueraufsätze, auf der Insel standen vermutlich bis zur Sprengung des Schlosses (1949) die Skulpturen der vier Jahreszeiten, die 1894 aus dem Schlosspark von Leuben hierher versetzt wurden, laut Aussage des Eigentümer sind sie derzeit eingelagert
  - Wasserelemente: zum Teich erweiterter und mit einer Natursteinmauer gefasster Schlossgraben mit der Schlossinsel (Sachgesamtheitsteil), Insel ebenfalls mit einer Natursteinmauer gefasst und einer kleinen Treppe in der ehemaligen Hauptachse des Schlosses ausgestattet, in die Teichmauer eingelassener Brunnen mit nach oben abgerundeter und durch zwei Vasen bekrönter Schildwand, Wasserspeier und zwei muschelförmigen Brunnenschalen, neben dem Brunnen befindet sich eine kleine, ebenfalls mit Vasen bestückte Treppe zum Wasser, weiteres kleines Brunnenbecken aus Sandstein am östlichen Ufer der Schlossinsel, zwei weitere Teiche nördlich und nordwestlich des Gutshofes mit umgebenden Dammwegen, nördlicher Teich mit Insel

Vegetation:
  - Alleen und Baumreihen: geschnittene Linden-Reihe auf der Insel, Allee aus Kugel-Ahorn (vor einigen Jahren neugepflanzt), Alleen aus Linden (Tilia spec.) und Stiel-Eichen (Quercus robur) entlang des nördlichen und östlichen Dammes des nördlicher Teichs, östliche Allee führt auf den Pavillon zu, Baumreihe aus Rosskastanien (Aesculus hippocastanum) sowie lockerer Bestand aus Stiel-Eichen (Quercus robur) entlang des westlichen Dammes am nordwestlichen Damm
  - Einzelbäume: prägender Altgehölzbestand aus u. a. Berg-Ahorn (Acer pseudoplatanus), Stiel-Eiche (Quercus robur), Robinien (Robinia pseudoacacia), Eschen (Fraxinus excelsior), vereinzelt Linden (Tilia spec.) und Spitz-Ahorn (Acer platanoides), als Besonderheiten sind eine mächtige Platane (Platanus x hispanica) und zwei Tulpenbäume (Liriodendron tulipifera), eine Pyramiden-Eiche (Quercus robur ‚fastigiata‘) und ein alter Feld-Ahorn (Acer campestre) zu nennen
  - Hecken und Sträucher: Heckengang aus Hainbuchen (Carpinus betulus, vor einigen Jahren nach historischem Vorbild erneuert)
    - Geophyten: Krokus (Crocus albiflorus)

Sonstige Schutzgüter: Blickbeziehung von oberhalb des Felsenganges nach Süden und Osten in die Landschaft, zwei Maueröffnungen in der Südostmauer mit Blick in die Landschaft